# 心境发作
心境发作（mood episode）的主要类型包括：
- 抑郁发作（depressive episode）
- 躁狂发作（manic episode）
- 混合发作（mixed episode）
- 轻躁狂发作（hypomanic episode）

|  | 这是一个同类索引条目，列出擁有相同或近似名稱的同類型項目。 若您循內部連結來到此頁面，請考慮修正該，將其指向正確的條目。 |